# Œufs et cervelle
Les œufs et cervelle sont un plat composé de cervelle (de porc le plus souvent) et d'œufs (œufs brouillés ou en omelette). 

## Autriche
Dans la cuisine autrichienne, le plat est connu sous le nom de Hirn mit Ei (cervelle de veau avec des œufs) et était autrefois très courant, mais a connu une forte baisse de popularité.

## États-Unis
Dans le Midwest américain, les noms sont inversés et on l'appelle brains and eggs. C'est également un plat de petit déjeuner dans la cuisine du Sud des États-Unis. Il peut également être servi comme plat de déjeuner.

## Portugal
C'est un plat de la cuisine portugaise connu sous le nom d'omolete de mioleira (omelette de cervelle).

## Thaïlande
Dans la cuisine thaïlandaise, le plat est connu sous le nom de aep ong-o, fait de cervelle de porc grossièrement hachée, mélangée à des œufs et à une pâte au curry

## Tunisie
La cuisine tunisienne dispose du ojja mokh alouch.

Régime paléolithique
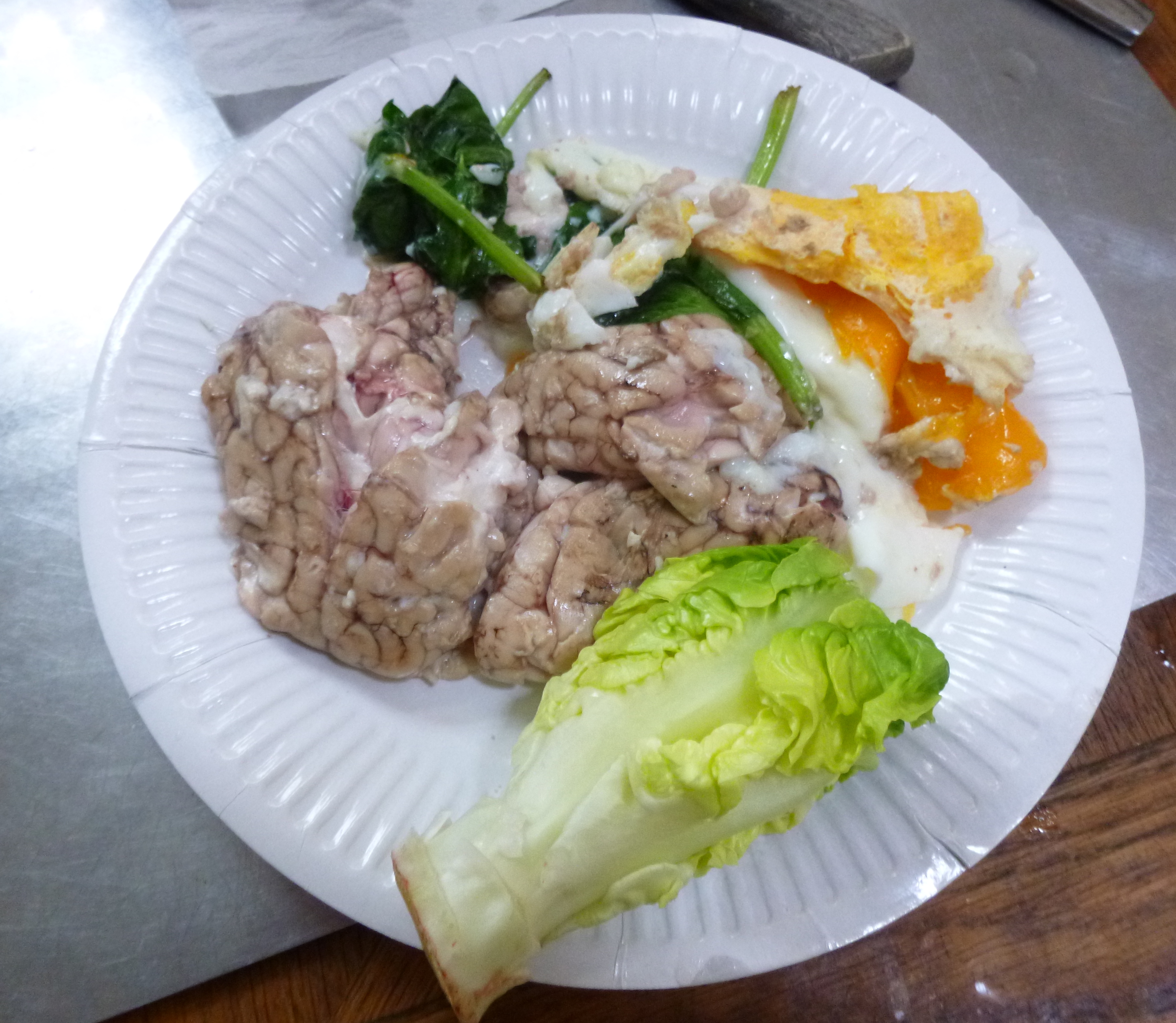
Cervelle de porc avec des œufs et du cresson.